# Arnošt II. Saský
Arnošt II. Saský, také Ernst II. von Sachsen (26. června 1464 – 3. srpna 1513 Halle) byl arcibiskup magdeburský z dynastie Wettinů a administrátor halberstadtský.

## Život
Narodil se jako třetí potomek saského kurfiřta a knížete Arnošta Wettina (1441–1486) z ernestinské větve dynastie Wettinů a jeho manželky Alžběty, dcery bavorského knížete Albrechta III. Jeho starší bratr Fridrich III. Saský byl významným saským kurfiřtem a konvertoval k luteránství.
Od dětství byl určen pro duchovní stav, proto byl postulován jako budoucí magdeburský arcibiskup již v 11 letech, hned po smrti svého předchůdce Teprve roku 1489 byl do úřadu vysvěcen. V roce 1479 se stal administrátorem Halberstadtského biskupství. Jeho otec touto politikou usiloval o zvýšení významu rodiny Wettinů.
Zbudoval rezidenci v Halle, nazvanou Moritzburg na počest patrona arcidiecéze, svatého Mořice.
Arnošt na rozdíl od mnoha soudobých církevních hodnostářů plnil svědomitě své náboženské povinnosti, dařilo se mu udržet klid v městech své arcidiecéze a církevní správou zachovat autoritu katolické církve v Halle a Magdeburgu. Dostavěl magdeburskou katedrálu, v té době jednu z největších ve střední Evropě.

## Vyhnání Židů z Magdeburgu
Konflikt mezi Židy a křesťany eskaloval v letech 1492–1493 v Magdeburgu, když tovaryši cechů kovářů a ševců na trhu zaútočili na tamní Židy a jednoho zabili. Židovská komunita z magdeburského předměstí Sudenburg bezvýsledně zažalovala pachatele na magdeburské radnici. Židé pak písemně požádali o ochranu arcibiskupa. Ten však byl již dříve účastníkem soudu ve Sternbergu, kde bylo 27 Židů odsouzeno a upáleno na hranici, ostatní museli opustit Meklenbursko. Také dvě stovky členů magdeburské židovské komunity nepodpořil, musely opustit město a arcidiecézi, podařilo se jim alespoň dostat finanční vyrovnání za zabavené pozemky v Sudenburgu.

## Smrt a hrob
Od roku 1503 začal trpět onemocněním syfilisem, ale není jasné, zda bylo příčinou jeho úmrtí. Jeho tělo bylo pohřbeno v mariánské kapli magdeburského dómu, kterou zřídil a v jejímž středu si dal již roku 1495 připravit bronzovou náhrobní tumbu s deskou. Srdce bylo podle jeho přání pohřbeno v kapli Marie Magdalény v Moritzburgu. Jeho hrob silně poškodilo bombardování za druhé světové války; bronzový náhrobek od Petra Vischera staršího se dochoval a je zrestaurován.